# Isendoorn College
Het Isendoorn College is een rooms-katholieke middelbare school te Warnsveld voor mavo, havo en vwo. Er wordt tweetalig onderwijs gegeven in alle leerjaren.

## Geschiedenis
De school werd in 1932 opgericht en vernoemd naar een adellijke familie uit IJzendoorn in de Betuwe, in dialect uitgesproken als Isendoorn. De school begon als ULO, in 1975 werd er een havo-afdeling toegevoegd en werd de naam: 'Rooms Katholieke Scholengemeenschap voor mavo en havo'. Tot 1983 was de school gevestigd aan de Isendoornstraat in Zutphen, in dat jaar verhuisde de instelling naar de Lage Weide in Warnsveld en werd voor de school het kunstwerk Plastiek (beton, 8 meter) geplaatst, gemaakt door de kunstenaar Joop Beljon. In 1986 kwam het vwo erbij en sindsdien heet de school Isendoorn College. Bij de opening van de Oostkaap werd het beeld "Betrokkenheid", gemaakt door Erik Buijs, onthuld.

## Locaties
De lessen worden gegeven op vier locaties vlak bij elkaar: de Westkaap en de Oostkaap. Vanaf oktober 2013 de Bètakaap en vanaf 2019 de Stadskaap. De Bètakaap is een voormalige basisschool omgebouwd tot laboratorium met leslokalen. De onderbouw en de mavo krijgen les in de Westkaap en de bovenbouw vanaf het derde leerjaar in de Oostkaap. In de Oostkaap is ook de mediatheek gevestigd. De Stadskaap bevindt zich aan de overkant van de Den Elterweg (met de fiets de vernieuwde Spikerbrug over) aan de Paulus Potterstraat in Zutphen. Dat gebouw wordt gedeeld met de Vrije School en daar vinden tegenwoordig de PBL-lessen plaats, Project Based Learning. Van augustus 2010 tot en met zomer 2013 was het oude Gemeentehuis van Warnsveld aan de Rijksstraatweg in gebruik als dependance met de naam de Noordkaap. De school heeft ongeveer 1471 leerlingen en 150 medewerkers.

## Bekende (oud-)Isendoorn-leerlingen
- Jelle Amersfoort, zanger, presentator en componist
- Hadjar Benmiloud, schrijfster, columniste en radiopresentatrice
- Stef de Bont, sportjournalist
- Marc Dullaert, de eerste Kinderombudsman van Nederland
- Karen Geurtsen, journaliste
- Frans Hermsen, burgemeester en politicus
- Mirjam Hooman-Kloppenburg, tafeltennisster
- Hans Kelderman, roeier
- Sterre Koning, zangeres, actrice, influencer
- Joris Laarman, kunstenaar, ontwerper en ondernemer
- Antoine Peters, modeontwerper
- Ghislaine Pierie, actrice, regisseur, spelcoach, kok
- Lisa Schol, musicalactrice
- Anne-Wil Smeerdijk, voormalig Tweede Kamerlid
- Michalis Spiridakis, voetballer
- Annemiek van Vleuten, wielrenner
- Kristel Zweers, cabaretière

## Bekende oud-Isendoorn-personeelsleden
- Wynolt Pietersma, (wiskunde) acteur
- Henri Schoeman, (gym) judoka
- Alfred Veltman, (aardrijkskunde) voormalig burgemeester van Someren
- Sabine Zwikker, (kunst) beeldhouwer